# Нововасилевка (Донецкая область)
Нововасилевка (укр. Нововасилівка) — село на Украине, находится в Покровском районе Донецкой области. Расположено на реке Солёная.
Код КОАТУУ — 1422784005. Население по переписи 2001 года составляет 357 человек. Почтовый индекс — 85371. Телефонный код — 623.

## Адрес местного совета
85370, Донецкая область, Покровский р-н, с. Новотроицкое, ул.Центральная, тел. 5-31-4-49